# Сільвія Марсо
Сільвія Марсо (ісп. Silvia Marso; 8 березня 1963, Побле сек, Іспанія), при народженні Сільвія Картана Ортега (Silvia Cartaña Ortega) — іспанська акторка театру і кіно.

## Вибіркова фільмографія
- Ми (2000)
- Мій шлях (2007)